# وصف أكاديمي
الوصف الأكاديمي هو نهج تعليمي قائم على «الجامعة أو التعليم غير التجاري.» وتتضمن العملية التعليم وجهًا لوجه لواصفي الأدوية من قِبل متخصصي الرعاية الصحية المدربين، الذين يكونون عادة من الصيادلة أو الأطباء أو الممرضات. ويتمثل الهدف من عملية الوصف الأكاديمي في تغيير وصف الأدوية المستهدفة بحيث يكون متوافقًا مع الأدلة الطبية، ودعم سلامة المرضى وليكون خيارًا طبيًا فعالاً من حيث التكلفة وشاملاً لتحسين رعاية المرضى. وأحد المكونات الأساسية لبرامج الوصف الأكاديمي غير التجاري أو القائم على التعليم الجامعي يتمثل في أنهم (الواصفون الأكاديميون والإدارة والموظفون ومطورو البرامج وما إلى ذلك) لا يتمتعون بأي صلات مالية تربطهم بقطاع المستحضرات الدوائية. وتمت دراسة الوصف الأكاديمي لأكثر من 25 عامًا ويتميز بالفاعلية في تحسين عملية وصف الأدوية المستهدفة بنسبة حوالي 5% من خط الأساس. وعلى الرغم من استخدام هذه الطريقة بشكل أساسي للتأثير على وصف الأدوية، إلا أنها تُستخدم أيضًا للتدخلات غير الدوائية الأخرى.
وتوجد العديد من برامج الوصف الأكاديمي حول العالم. ففي الولايات المتحدة، توجد برامج قائمة على الجامعة في فيرمونت , بنسلفانيا , أوريغون وساوث كارولينا . وتم إنشاء مركز الموارد الوطنية للوصف الأكاديمي (NaRCAD)، الذي تم تمويله من قِبل وكالة أبحاث وجودة الرعاية الصحية (AHRQ) في عام 2010، لمساعدة المؤسسات ذات الموارد المحدودة على إنشاء وتحسين برامجها الخاصة ولإنشاء شبكة من برامج الوصف الأكاديمي. كما توجد برامج في كندا من خلال مؤسسة التعاون الكندي للوصف الأكاديمي (CADC)  وأستراليا من خلال إدارة معلومات الأدوية وعلم المداواة (DATIS) وعبر الإدارة الوطنية لوصف الأدوية (NPS). وفي بلجيكا يتوفر برنامج الوصف الأكاديمي من قِبل مؤسسة بروجكت فارماكا 